# Laboratorio

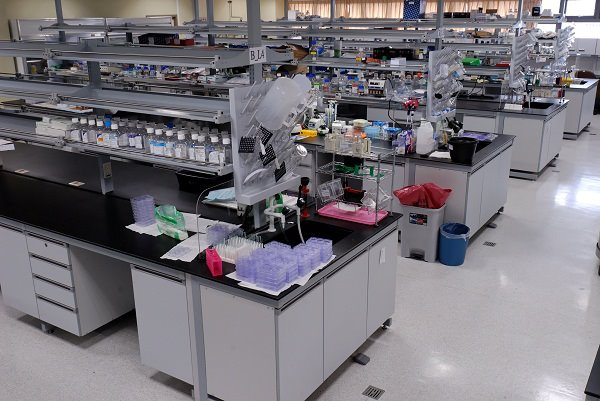
Un laboratorio médico dirigido por el Instituto de Graduados de Biología del Cáncer de la Universidad Médica de China (Taiwán).

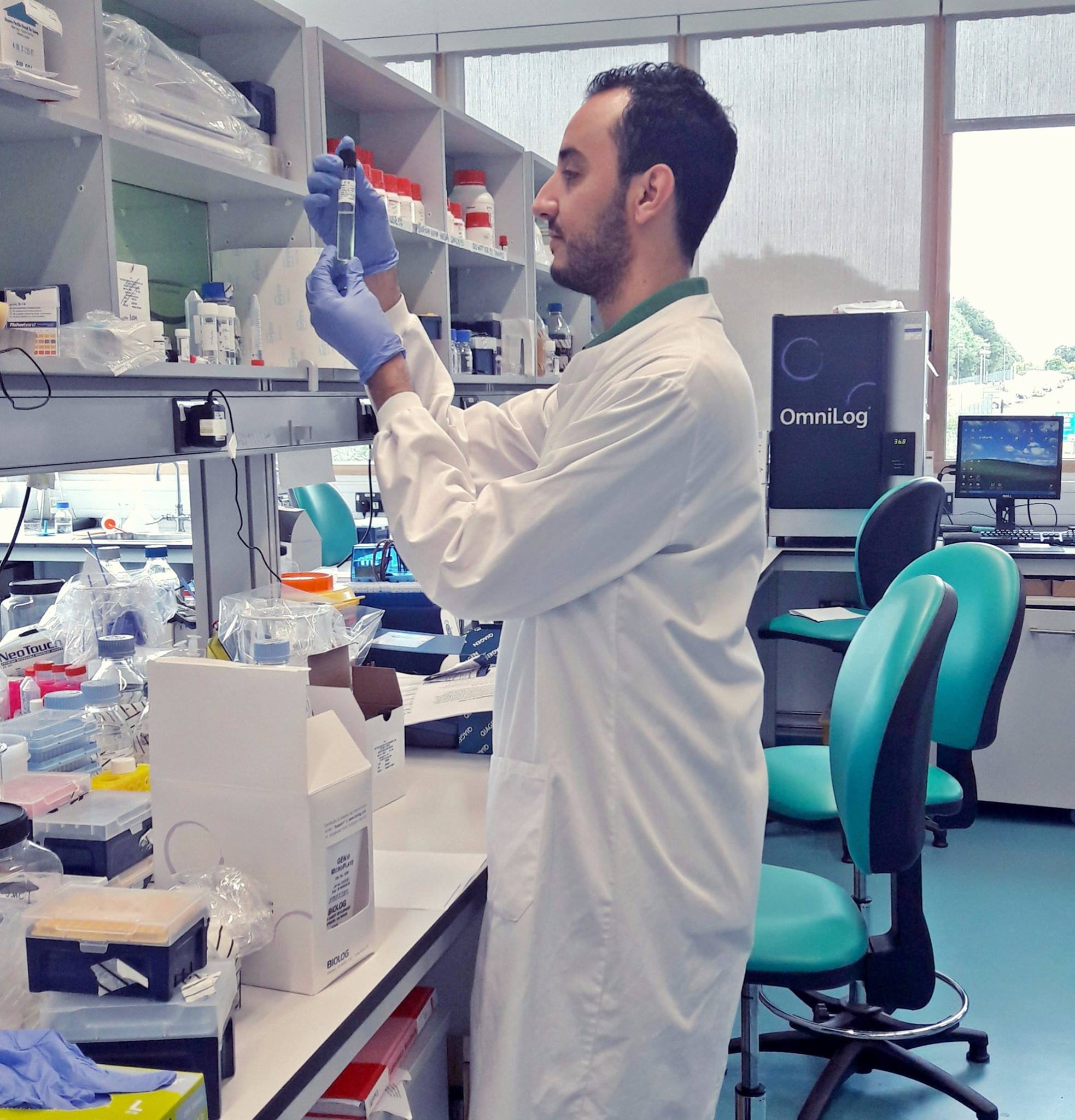
Un científico haciendo estudios en un laboratorio.

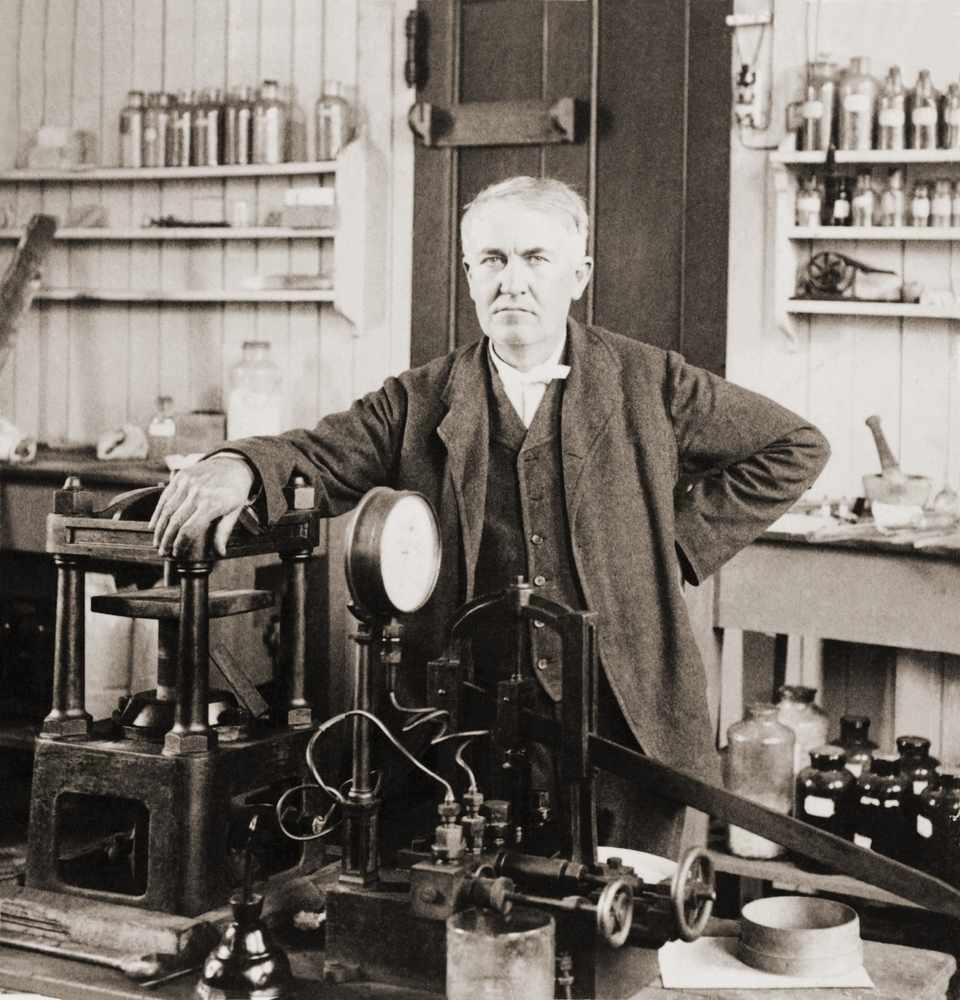
Thomas Edison en su laboratorio, año 1901.

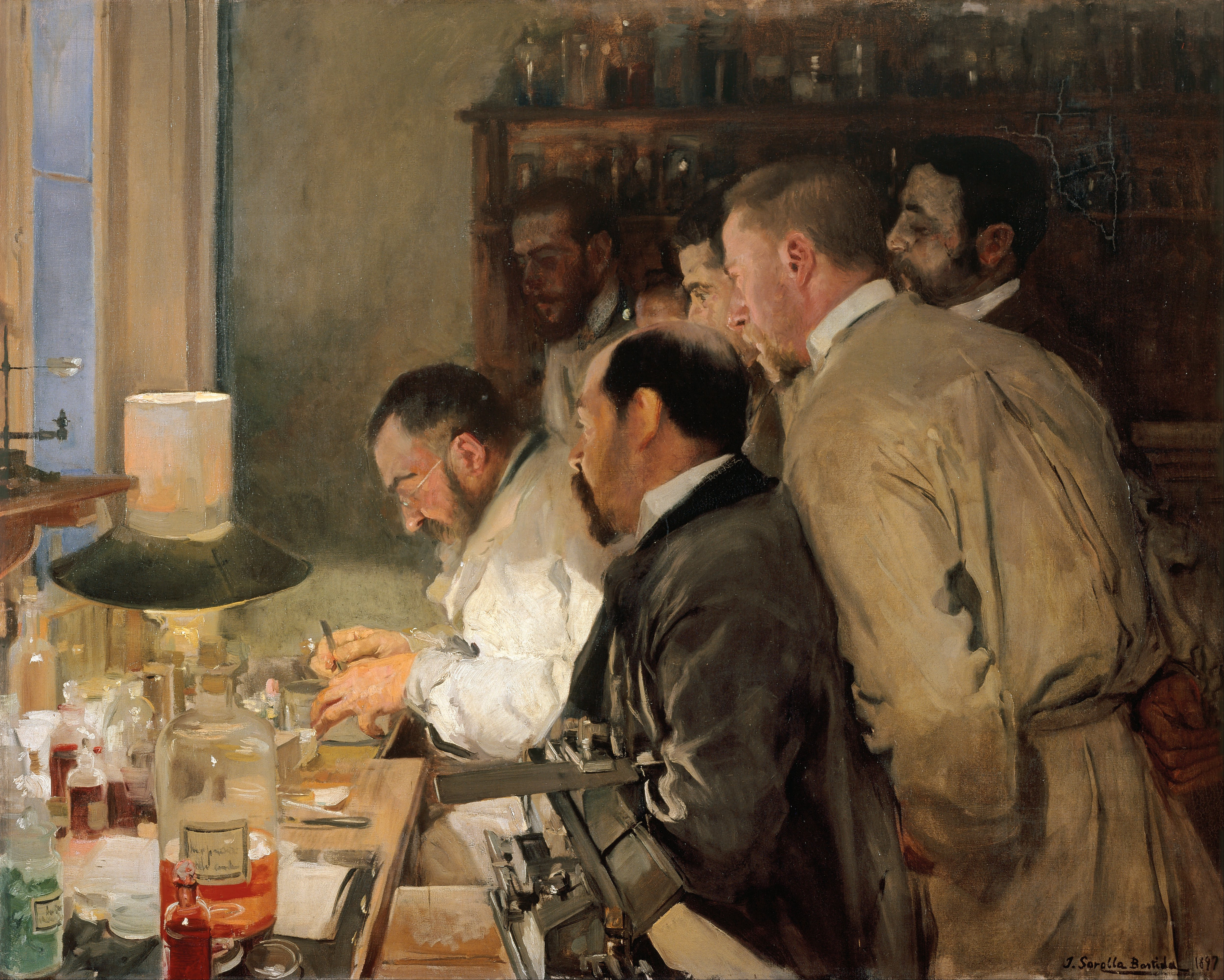
Una investigación (1897), obra de Joaquín Sorolla. La pintura muestra el interior del laboratorio del neurólogo Luis Simarro a finales del.

El laboratorio es un lugar dotado de los medios necesarios para realizar investigaciones, experimentos, prácticas y trabajos de carácter científico, tecnológico o técnico; está equipado con instrumentos de medida o equipos con los que se realizan experimentos, investigaciones y prácticas diversas, según la rama de la ciencia a la que se dedique. También puede ser un aula o dependencia de cualquier centro docente. Es obligatorio el uso de equipos de protección como guantes, lentes protectores y bata; así como del seguimiento de unas estrictas normas de seguridad.
Su importancia, sea en investigaciones o a escala industrial y en cualquiera de sus especialidades (química, dimensional, electricidad, biología, etc.), radica en el hecho de que las condiciones ambientales están controladas y normalizadas, de modo que:
1. Se puede asegurar que no se producen influencias extrañas (a las conocidas o previstas) que alteren el resultado del experimento o medición: control.
2. Se garantiza que el experimento o medición es repetible, es decir, cualquier otro laboratorio podría repetir el proceso y obtener el mismo resultado: normalización.

La historia de los laboratorios está influida por la historia de la medicina, ya que el hombre, al profundizar acerca de cómo es su organismo, ha requerido el uso de laboratorios cada vez más especializados.

## Condiciones de laboratorio normalizadas

### Humedad
Usualmente conviene que la humedad sea la menor posible porque acelera la oxidación de los instrumentos (comúnmente de acero); sin embargo, para lograr la mejor habitabilidad del laboratorio no puede ser menor del 50 % ni mayor del 75 %. Si se llega a sobrepasar este último valor, la humedad puede afectar al laboratorio.

### Presión atmosférica
La presión atmosférica normalizada suele ser en laboratorios industriales ligeramente superior a la externa (25 Pa) para evitar la entrada de aire sucio de las zonas de producción al abrir las puertas de acceso. En el caso de laboratorios con riesgo biológico (manipulación de agentes infecciosos) la situación es la contraria, ya que debe evitarse la salida de aire del laboratorio que pueda estar contaminado, por lo que la presión será ligeramente inferior a la externa y la temperatura debe ser de 16 °C.

### Alimentación eléctrica
Todos los laboratorios deben tener un sistema eléctrico de emergencia, diferenciado de los demás de la red eléctrica normal, donde van enchufados aparatos como congeladores, neveras, incubadoras, etc., para evitar problemas en caso de apagones. Si bien muchos de nosotros conocemos, al menos por su nombre, numerosos laboratorios (como el que se encarga de analizar exámenes de sangre y orina; el de idiomas donde se aprenden diversas lenguas y el laboratorio de física presente en varias instituciones educativas), hay en el mundo diversas clases de laboratorios, donde los especialistas de cada rubro cuentan con las herramientas, la higiene y las instalaciones adecuadas, como para concretar sus planes profesionales.
Se suele controlar la presencia de polvo, ya que modifica el comportamiento de la luz al atravesar el aire. En los laboratorios de metrología dimensional, el polvo afecta la medición de las dimensiones en distintas piezas.

### Vibración y ruido
Al margen de la incomodidad que supone su presencia para investigadores y técnicos de laboratorio, pueden falsear mediciones realizadas por procedimientos mecánicos. Es el caso, por ejemplo, de las máquinas de medir por coordenadas.
- Tener en cuenta qué elemento se utiliza.
- Saber escuchar las instrucciones del preparador del área.
- Nunca jugar con los elementos o utensilios del laboratorio.
- Estar en silencio.
- No manipular instrumentos no indicados.
- Usar guardapolvos especiales para su trabajo
- Usar zapatos cubiertos
- No almacenar sustancias químicas
- Utilizar lentes de protección

## Tipos

### Laboratorio de metrología
En este laboratorio se aplica la ciencia que tiene por objeto el estudio de las unidades y de las medidas de las magnitudes; define también las exigencias técnicas de los métodos e instrumentos de medida.
Los laboratorios de metrología se clasifican jerárquicamente de acuerdo a la calidad de sus patrones. Aunque las estructuras pueden variar en cada país, por regla general existen tres niveles (las condiciones serán tanto más estrictas cuanto más alto el nivel del laboratorio):
1. Laboratorio nacional: es el que posee el patrón nacional primario y los patrones nacionales de transferencia (los empleados realmente para evitar el desgaste del primario).
2. Laboratorio intermedio: usualmente son laboratorios de universidades, centros de investigación y similares.
3. Laboratorio industrial: en las propias instalaciones de la empresa, para la realización del control de calidad o el ensayo de prototipos.

En cualquiera de los niveles, los laboratorios se pueden clasificar en función de la naturaleza de las mediciones realizadas: metrología dimensional, metrología eléctrica, ensayo de materiales, etc.

### Laboratorio clínico
El laboratorio clínico es el lugar donde se realizan determinaciones "in vitro" de propiedades biológicas humanas (o animales, en veterinaria) que contribuyen al estudio, prevención, diagnóstico y tratamiento de problemas de salud. Utilizan las metodologías de diversas disciplinas como la bioquímica, hematología, inmunología y microbiología. En el laboratorio clínico se obtienen y se estudian muestras clínicas, como sangre, orina, heces, líquido sinovial (articulaciones), líquido cefalorraquídeo, exudados faríngeos y vaginales, entre otras.

#### Servicios del laboratorioclínico
1. Descubrir enfermedades en etapas subclínicas
2. Ratificar un diagnóstico sospechado clínicamente.
3. Obtener información sobre el pronóstico de una enfermedad.
4. Establecer un diagnóstico basado en una sospecha bien definida.
5. Vigilar un tratamiento o conocer una determinada respuesta terapéutica.
6. Precisar factores de riesgo.

Un sistema de gestión de información de laboratorio (LIMS), a veces denominado sistema de información de laboratorio (LIS) o sistema de gestión de laboratorio (LMS), es una solución basada en software con características que respaldan las operaciones de un laboratorio clínico moderno. Las características clave incluyen, entre otras, soporte de flujo de trabajo y seguimiento de datos, arquitectura flexible e interfaces de intercambio de datos, que "soportan completamente su uso en entornos regulados". Las funciones y los usos de un LIS han evolucionado a lo largo de los años desde el simple seguimiento de muestras hasta una herramienta de planificación de recursos empresariales que gestiona múltiples aspectos de la informática de laboratorio.

### Laboratorio científico
Prácticamente todas las ramas de las ciencias naturales se desarrollan y progresan gracias a los resultados que se obtienen en sus laboratorios.

#### Laboratorios de biología
Es el laboratorio donde se trabaja con material biológico, desde nivel celular hasta el nivel de órganos y sistemas, analizándolos experimentalmente. Se pretende distinguir con ayuda de cierto material la estructura de los seres vivos, identificar los compuestos que los conforman. También se realizan mediciones y se hacen observaciones de las cuales se sacan las conclusiones de dichos experimentos. Consta de microscopio de luz o electrónico, cajas de Petri, termómetros; todo esto para microbiología, equipo de cirugía, tablas para disecciones para zoología, elementos de bioseguridad como guantes y bata de laboratorio y gafas de seguridad.

#### Laboratorio de química
Es aquel que hace referencia a la química y que estudia compuestos, mezclas de sustancias o elementos utilizando ensayos químicos, ayuda a analizar las teorías que se han postulado a lo largo del desarrollo de esta ciencia y a realizar nuevos descubrimientos. Se pueden clasificar en laboratorios de química física, laboratorios de análisis químico, laboratorios de síntesis orgánica y laboratorios de inorgánica. 

##### Material de un laboratorio de química
En un laboratorio de química se utiliza una amplia variedad de instrumentos o herramientas que, en su conjunto, se denominan material de laboratorio. Pueden clasificarse según el material:

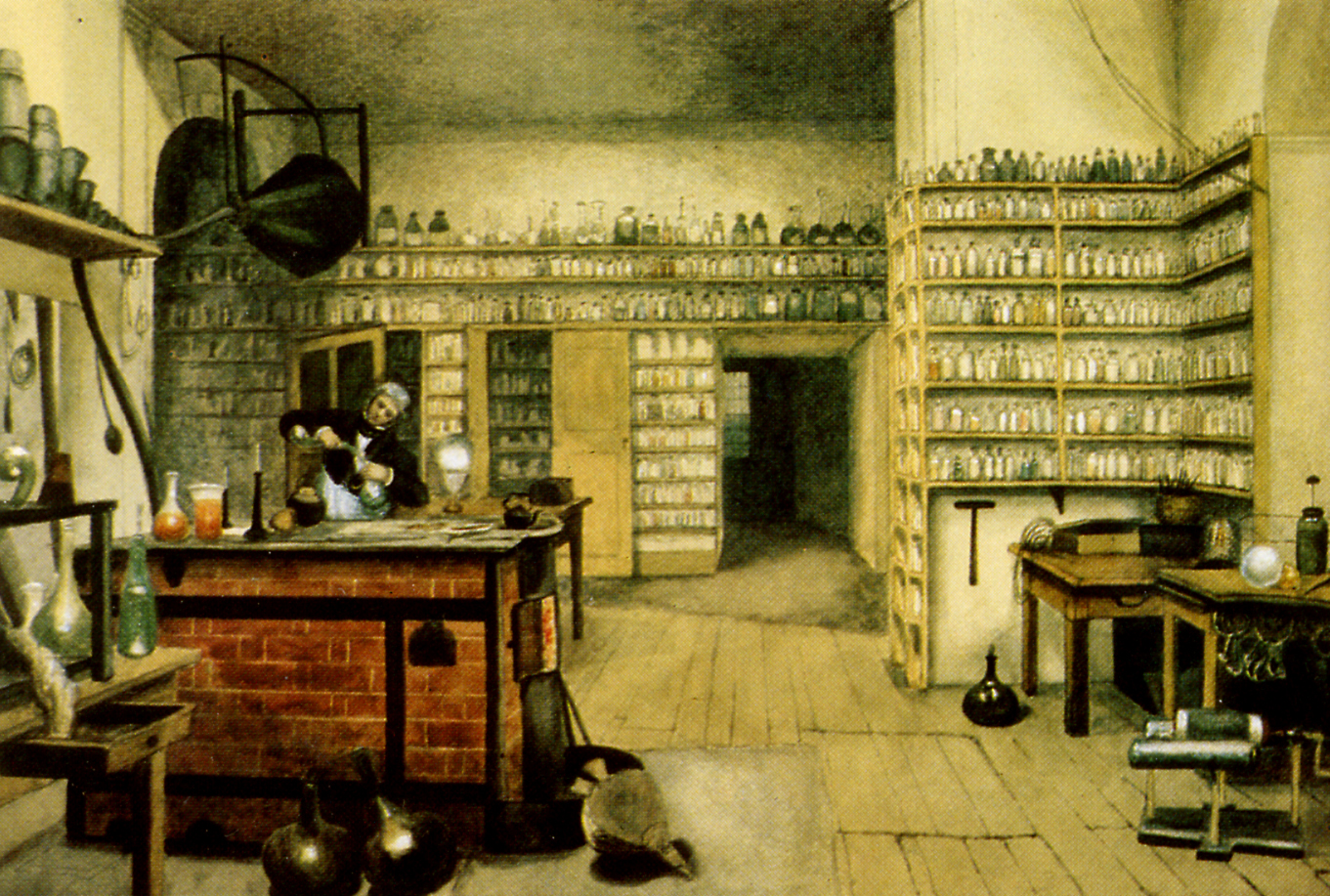
Michael Faraday, físico y químico del, en su laboratorio

- De metal: agarradera, aro, doble nuez, espátula, gradilla, balanza de platillos, mecheros, pie universal, pinzas de laboratorio, pinza de mohr, pinza metálica, sacabocado, tela metálica, trípode y cucharilla
- De vidrio: agitador, ampolla de decantación, balón de destilación, balón gibbson, bureta, cristalizador, embudo, kitasato, matraz, erlenmeyer, matraz aforado, pipeta (que puede ser de dos tipos: graduada o volumétrica), placa de petri, probeta, retorta, serpentina, tubo de ensayo, tubo refrigerante, varilla de vidrio, vaso de precipitados, vidrio de reloj, etc.
- De plástico: pinza de plástico, piseta (o frasco lavador), probeta, propipeta
- De porcelana: crisol, mortero con pistilo, cápsula de porcelana, triángulo de arcilla, Embudo Büchner, etc.
- De madera: gradillas, pinza de madera
- De goma: mangueras, perilla
- Instrumentos electrónicos: microscopio, cronómetro

#### Laboratorio de física
El laboratorio de física es ideal para hacer experimentos con electricidad, electrónica, óptica y afines. Cuenta con gran número de enchufes y cables donde hacen pruebas.

#### Laboratorio de suelos
En los laboratorios de suelos se analizan las propiedades de estos desde el punto de vista de su utilización en agricultura y ganadería, como también se determinan las características nutricionales que las plantas necesitan para su crecimiento, ya sea también para hacer mejoramiento de calidad del suelo y agua.

#### Laboratorios de calidad de agua
En los laboratorios de calidad de agua se analiza el agua tanto desde el punto de vista químico, como también biológico, para detectar contaminantes perjudiciales a la salud.
Existen una variada gama de laboratorios especializados en el análisis del agua, desde los más simples que se instalan junto a las plantas de potabilización y a las plantas de tratamiento de las aguas residuales.

### Otros tipos de laboratorio

#### Laboratorio de producto
En este laboratorio se estudia el comportamiento de los usuarios ante aplicaciones informáticas, como por ejemplo una página web. Para ello existen diferentes salas para que los expertos observen a los usuarios. En un laboratorio de producto usualmente se analiza y estudia la usabilidad de un producto de software, aplicación o servicio web.

#### Laboratorio de idiomas
Se encuentran en escuelas e instituciones dedicadas a la enseñanza de idiomas y sirven para la práctica de las reglas gramaticales y de sintaxis aprendidas en el aula teórica, así como para mejorar la expresión oral (fonología) y la auditiva del idioma en cuestión. Hacen uso de equipos de audio (reproductores de casetes o CD y cascos), equipos de vídeo (pantallas, videograbadoras) y equipos de informática: ordenadores y diversos programas de aprendizaje de idiomas y lenguajes

#### Laboratorio escolar
Se encuentran en colegios e institutos. Son característicos de las áreas de ciencias experimentales donde los trabajos prácticos cobran especial sentido didáctico y pedagógico. En ellos se llevan a cabo distintos tipos de trabajos prácticos como las experiencias de cátedra, las prácticas dirigidas y de comprobación, las experiencias de investigación o indagación por parte de los alumnos, etc. Tradicionalmente los alumnos siguen mediante un guion de prácticas una experiencia preparada por el docente, anotando lo que realizan en un cuaderno de laboratorio y elaboran posteriormente un informe de prácticas.

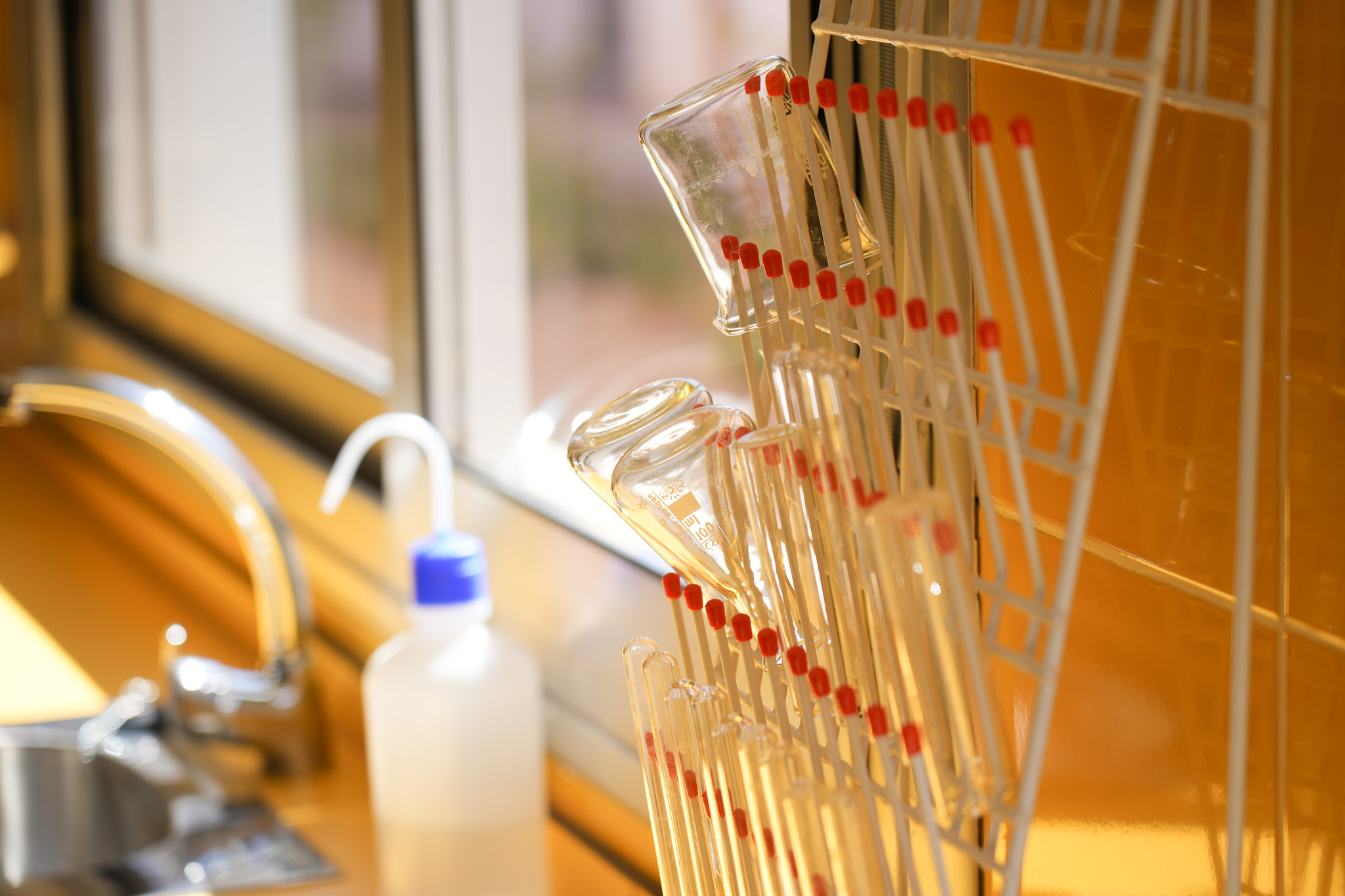
Útiles para prácticas de química en un laboratorio escolar

Un laboratorio escolar es un entorno muy distinto a un aula normal pues requiere de material, medios e instalaciones adecuadas. La legislación española regula ampliamente estos espacios; que deben ser más amplios que un aula ordinaria, de fácil circulación por su interior, con al menos dos puertas y con luz y ventilación natural. Además su arquitectura suele ser modular, con mesas de trabajo amplias y sujetas al suelo así como con poyatas y lavaderos de agua corriente. En los de química se dispondrá de vitrina para gases y extractores. Los reactivos químicos se almacenarán bajo llave en armarios metálicos en salas anexas al laboratorio. Y las instalaciones de gas y electricidad estarán en todo momento controladas por lo que se instalará un cuadro eléctrico independiente por laboratorio. Además de contar con el equipamiento de cualquier aula, contarán con material específico de las distintas materias.

## Técnicas analíticas
- Gravimetría
- Volumetría
- Conductimetría
- Espectrofotometría
- Fotometría de emisión de llama
- Absorción atómica
- Espectrometría de masas
- Cromatografía
  - Iónica
  - De gases

## Normas de seguridad en el laboratorio
Para el correcto uso de un laboratorio, existen unas normas tanto de conducta como de manipulación que es necesario seguir. Si bien cada tipo de laboratorio exige unas medidas específicas, algunas de las normas más comunes a aplicar en estos espacios son las siguientes: 
- En el laboratorio ni se come ni se bebe.
- Recógete el pelo si lo tienes largo.
- Utiliza guantes, bata, gafas de seguridad y demás EPI.
- Lleva ropa que te proteja la piel, zapato cerrado y no uses lentillas a ser posible.
- Ten muy presente los pictogramas y advertencias que aparecen en los frascos de reactivos químicos.
- Cuidado con los aparatos eléctricos. No manipules aparatos eléctricos con las manos mojadas.
- Los ácidos y bases deben manejarse con especial precaución.
- Cuando calientes un tubo de ensayo hazlo por la parte superior del líquido, nunca por el fondo para evitar proyecciones y no orientes la boca del tubo hacia ninguna persona.
- Evita respirar gases desconocidos y no pruebes ninguna sustancia.
- Los reactivos no utilizados no los devuelvas al frasco, contaminarías todo el contenido.
- Los materiales sólidos inservibles: cerillas, papel de filtro, vidrios rotos, reactivos insolubles... no los arrojes por la pila, deposítalos en el recipiente que a tal fin exista en el laboratorio. Ten en cuenta una correcta gestión de residuos.
- Los aparatos calientes se deben manipular con pinzas. Cuidado con las sustancias inflamables; asegúrate de que no hay un mechero encendido cerca.
- Lava tus manos antes de salir del laboratorio y comprueba que todo el material ha quedado limpio y en orden, los aparatos desconectados.

En caso de accidentes, es muy importante seguir las instrucciones del responsable del laboratorio y acudir inmediatamente a un médico. La pauta básica de actuación (“PAS”) requiere proteger, avisar y socorrer. Además, cualquier laboratorio debe tener un botiquín preparado para estas casuísticas. De todas formas, pueden aplicarse las siguientes medidas de auxilio:
- Si se han producido cortes por la rotura del material de vidrio, lavar bien la herida con abundante agua corriente durante al menos 10 minutos. Desinfectar la herida con antisépticos del botiquín y dejarla secar al aire o taparla con una venda estéril.
- Si ha habido contacto con la piel con productos químicos, lavar inmediatamente con agua corriente durante al menos 15 minutos.
- Si se han producido quemaduras en la piel, lavar primero la zona afectada con agua fría 10 o 15 minutos. Aplicar luego una pomada adecuada. Las quemaduras más graves requieren atención médica inmediata.
- Si se ha inhalado un producto químico, conducir inmediatamente a la persona afectada a un lugar con aire fresco.
- Si se ha ingerido algún producto tóxico, habrá que acudir al hospital. Es importante tener en cuenta el número de teléfono del Servicio de Información Toxicológica.

En muchos laboratorios existen peligros. Los peligros de laboratorio pueden incluir venenos; agentes infecciosos; materiales inflamables, explosivos o radiactivos; maquinaria en movimiento; temperaturas extremas; láseres, campos magnéticos intensos o alta tensión. Por lo tanto, las precauciones de seguridad son de vital importancia. Existen normas para minimizar el riesgo individual, y se utilizan equipos de seguridad para proteger a los usuarios del laboratorio de lesiones o para ayudar en la respuesta a una emergencia.
La Administración de Seguridad y Salud Ocupacional (OSHA) de Estados Unidos, reconociendo las características únicas del lugar de trabajo en un laboratorio, ha elaborado una norma para la exposición ocupacional a sustancias químicas peligrosas en los laboratorios. Esta norma suele denominarse "norma de laboratorio". En virtud de esta norma, un laboratorio debe elaborar un Plan de Higiene Química (CHP) que aborde los peligros específicos que se encuentran en su ubicación, así como su forma de abordarlos.
Para determinar el Plan de Higiene Química adecuado para una empresa o laboratorio en particular, es necesario comprender los requisitos de la norma, la evaluación de las prácticas actuales en materia de seguridad, salud y medio ambiente y la evaluación de los peligros. El CHP debe revisarse anualmente. Muchas escuelas y empresas emplean a especialistas en seguridad, salud y medio ambiente, como un responsable de higiene química (CHO), para desarrollar, gestionar y evaluar su CHP. Además, también se recurre a la revisión por terceros para obtener una "visión externa" objetiva que proporcione una nueva visión de las áreas y los problemas que pueden darse por sentados o pasarse por alto debido a la costumbre.
También pueden realizarse inspecciones y auditorías periódicas para evaluar los riesgos derivados de la manipulación y el almacenamiento de productos químicos, los equipos eléctricos, los riesgos biológicos, la gestión de residuos peligrosos, los residuos químicos, la limpieza y la preparación para emergencias, la seguridad radiológica, la ventilación, las pruebas respiratorias y la calidad del aire interior. Un elemento importante de estas auditorías es la revisión del cumplimiento de la normativa y la formación de las personas que tienen acceso al laboratorio o trabajan en él. La formación es fundamental para el funcionamiento seguro y continuo de las instalaciones del laboratorio. Los educadores, el personal y la dirección deben comprometerse a trabajar para reducir la probabilidad de accidentes, lesiones y posibles litigios. Se hacen esfuerzos para garantizar que los vídeos sobre seguridad en el laboratorio sean pertinentes y atractivos.